# Cynoscion leiarchus
Cynoscion leiarchus är en fiskart som först beskrevs av Cuvier, 1830.  Cynoscion leiarchus ingår i släktet Cynoscion och familjen havsgösfiskar. Inga underarter finns listade i Catalogue of Life.